# Oabius ajonus
Oabius ajonus är en mångfotingart som beskrevs av Chamberlin 1941. Oabius ajonus ingår i släktet Oabius och familjen stenkrypare. Inga underarter finns listade i Catalogue of Life.